# Milionia scintillans
Milionia scintillans là một loài bướm đêm trong họ Geometridae.